# Христо Киров
Христо Костадинов Киров е български революционер, мехомийски деец на Вътрешната македоно-одринска революционна организация.

## Биография
Христо Киров е роден в 1880 година в Мехомия, Османската империя, днес България. Учи в българското педагогическо училище в Сяр и работи като учител в Мехомия, Горна Джумая, Габрово, Ксантийско и на други места. Влиза във ВМОРО. Участва в Илинденско-Преображенското въстание с четата на Владимир Каназирев. В 1906 година е делегат на Втория конгрес на Серския революционен окръг. От 1906 до 1908 година е председател на Разложкия околийски революционен комитет. В началото на 1908 година е четник при Яне Сандански и Георги Скрижовски.
Между 1921 и 1923 година е член на Околийския комитет на Българската комунистическа партия в Мехомия. Взема участие в Септемврийското въстание. В периода 1941-1944 година подпомага нелегалната дейност на БКП. След Деветосептемврийският преврат е член на Градския комитет на БКП в Разлог. Член е на Управителния съвет на Трудовото кооперативно земеделско стопанство в града.